# كلايف هاميلتون
كلايف هاميلتون (بالإنجليزية: Clive Charles Hamilton)‏ هو اقتصادي وكاتب وبروفيسور أسترالي، ولد في 12 مارس 1953.

## وصلات خارجية
- الموقع الرسمي